# Pomeroy (Washington)
Pomeroy is een plaats (city) in de Amerikaanse staat Washington, en valt bestuurlijk gezien onder Garfield County.

## Demografie
Bij de volkstelling in 2000 werd het aantal inwoners vastgesteld op 1517.
In 2006 is het aantal inwoners door het United States Census Bureau geschat op 1399, een daling van 118 (-7,8%).

## Geografie
Volgens het United States Census Bureau beslaat de plaats een oppervlakte van
4,6 km², geheel bestaande uit land. Pomeroy ligt op ongeveer 566 m boven zeeniveau.

## Plaatsen in de nabije omgeving
De onderstaande figuur toont nabijgelegen plaatsen in een straal van 44 km rond Pomeroy.